# Izraelsko-palestinski konflikt
Izraelsko-palestinski konflikt glede območja Palestine tvori jedro bližnjevzhodnega oziroma izraelsko-arabskega konflikta od začetka 20. stoletja dalje med Judi in Arabci. Gre za ozemlje, varnost meja in državnost dveh narodov. 

## Zgodovinski razvoj konflikta
Trenutni konflikt na področju izvira iz sporov med arabskim in judovskim nacionalnim gibanjem pred in med obdobjem britanskega mandata. Palestinska narodna zavest obstaja vsaj od sredine dvajsetih let prejšnjega stoletja; Sionistično gibanje, ki je bilo okrepljeno z nacionalsocialističnim preganjanjem evropskih Judov, je povod za velike valove judovskega priseljevanja (Alija), da bi večstoletno diasporo naroda konča v Palestini. To pa je privedlo do vedno večjega konflikta med Arabci in Judi v Palestini, saj so oboji videli Palestino kot svojo zakonito domovino.
Po neuspehu delitvenega načrta ZN iz leta 1947 zaradi negativnega odnosa Arabcev sta palestinska vojna leta 1948 in Nakba na arabski strani povzročila problem palestinskih beguncev, izgon Judov iz arabskih in islamskih držav pa problem judovskih beguncev na izraelski strani. Približno 750.000 Judov, izgnanih iz arabskih držav, je prejelo pretežno izraelsko državljanstvo, približno 5 milijonov registriranih potomcev (prav tako približno 750.000) palestinskih Arabcev, ki so bili izgnani iz Izraela/Palestine, pa danes (večinoma zato, ker jim je državljanstvo bilo odrečeno) živi kot ljudje brez državljanstva v Libanonu in Siriji, od tega tretjina v uradnih begunskih taboriščih.  Jordanija je naturalizirala vse begunce za časa Nakbe, vendar ne tistih iz šestdnevne vojne leta 1967.
Sledili sta šestdnevna vojna leta 1967 in vojna Yom Kippur leta 1973. Leta 1974 so Združeni narodi uradno priznali leta 1964 ustanovljeno Palestinsko osvobodilno organizacijo (PLO), kot »predstavnika palestinskega ljudstva«.  Leta 1994 ustanovljena Palestinska avtonomna ozemlja mednarodnem pravu še niso bila priznana kot država. Diplomatsko in oboroženo prizadevanje Palestincev za nacionalno državo, kot jim je bilo obljubljeno v razdelitvenem načrtu ZN, je povzročilo spor z Izraelom, ki traja še danes. Palestinske organizacije stremijo k drugačnim ciljem. Fatah kot najmočnejša frakcija PLO si prizadeva za rešitev dveh držav, medtem ko radikalne islamske teroristične organizacije, kot je Hamas, imajo za cilj uničenje Izraela in rojstvo palestinske ali vsearabske države, ki naj bi obsegala današnji Izrael, Gazo in Zahodni breg.
Nasilna spopada med Izraelom in palestinskimi organizacijami sta v prvi vrsti bili prva in druga intifada. Palestinske organizacije in Izraelske obrambne sile (IDF) so bile vpletene tudi v različne druge vojaške spopade in vojne, v katerih so se borile druga proti drugi pred časom intifad, predvsem leta 1978 (Operacija Litani) in 1982 (Libanonska vojna 1982) med desetletja dolgo libanonsko državljansko vojno. Poleg tega je za nasilni konflikt značilno stalno asimetrično bojevanje. Izraelska vojska se je na teroristične napade Palestincev na civilne cilje, med drugim s samomorilskimi napadi, odzvala z vojaškima operacijama Operacija Liti svinec leta 2008 in Operacija Zaščitni rob leta 2014, ki sta povzročili številne civilne žrtve med Palestinci in katerih nujnost in sorazmernost sta zato sporni..
Novembra 2022 se je z oblikovanjem 37. izraelske vlade, koalicijske vlade pod vodstvom Benjamina Netanjahuja, ki je v svoj kabinet vzel tudi skrajno desne politike, nasilje v konfliktu znatno povečalo. Poleg političnih nemirov na palestinski strani se je povečala vojaška aktivnost, vključno z vdorom v Dženin julija 2023, kjer je prišlo do največjega števila smrtnih žrtev v konfliktu po letu 2005.
Oktobra 2023 je radikalna islamistična organizacija Hamas začela napad na Izrael z napadi iz zraka, morja in zemlje. Teroristi Hamasa so ugrabili 240 ljudi ter jih odpeljali na območje Gaze. Izraelski premier Benjamin Netanjahu je dejal, da je Izrael v vojni s Hamasom.
Izrael se je na napad odzval z močnim bombardiranjem, nezakonito uporabo belega fosforja, prekinitvijo dostopa do elektrike in vode na območju Gaze in ugrabitvijo ter zadrževanjem 5200 (vključno z vsaj 170 otroci) Palestincev v zaporih. Zaradi bombardiranj in obstreljevanj je bilo do februarja 2024 ubitih skoraj 30000 in ranjenih okoli 56000 Palestincev. 
29. decembra 2023 je Južnoafriška republika začela sodbo proti Izraelu, obsojajoč ga, da izvaja in je izvajal genocid ter vojne zločine. Izraelsko ministrstvo za zunanje zadeve je stališče Južnoafriške republike označilo kot "brez temeljev" in da Južnoafriška republika deluje kot "legalna roka Hamasa". Trdilo je, da je Izrael izvajal samoobrambno dejanje v skladu z mednarodnim pravom.

## Poskusi rešitve
Do danes je bilo veliko poskusov mirne rešitve spora. Veliko upov je vzbudil leta 1993 sklenjeni sporazum iz Osla, ki je poleg medsebojnega priznanja PLO in Izraela predvideval, da se izraelska vojska umakne z Zahodnega brega in območja Gaze in da ta območja pridejo pod palestinsko samoupravo. Po prehodnem obdobju naj bi se pogajalo o trajnem statusu območij. Vendar je ta "mirovni proces iz Osla" zastal po neuspešnem srečanju med voditeljem PLO Arafatom in izraelskim premierjem Barakom v Camp Davidu leta 2000. Od izbruha druge intifade dalje mirovni proces velja kot neuspel.

## Gaza
Izraelska naselja na območju Gaze je izraelska vojska izpraznila leta 2005 in se tudi popolnoma umaknila z območja. Izrael pa je ohranil blokado na meji in morju od Hamasovega nasilnega prevzema Gaze leta 2007.
Radikalni islamistični Hamas, ki poziva k popolnemu uničenju Izraela, je konflikt med drugim podžigal z rednim izstreljevanjem raket Kasam na Izrael in terorističnimi napadi. Sestavljajo ga paravojaške brigade Kassam, pa tudi dobrodelna mreža in politična stranka, zaradi česar je Hamas težko enolično opredeliti. Pripada tudi Muslimanski bratovščini, ki ji je pripadal tudi nekdanji egiptovski predsednik Mohamed Mursi, ki je nazadnje opravljal posredniško vlogo. Na mednarodni ravni sta Evropska unija in ZDA uvrstila Hamas med teroristične organizacije. Hamas je od prevzema oblasti na območju Gaze leta 2007 večkrat usmrtil ljudi, ki jih je obtožil sodelovanja z Izraelom. Hamas je tudi sprožil napad na Izrael 7. oktobra 2023 s tako imenovano operacijo "Poplava iz Al-Aqse", v kateri je iz Gaze izstrelil več tisoč raket na Izrael in v vojaškem vdoru ubil več kot 1200 ljudi ter ugrabil več kot 240 ljudi.

## Zahodni breg
Zahodni breg zaseda izraelska vojska in je obdan s pregrado, od katere je okoli 85 % teče po Zahodnem bregu in približno 15 % neposredno ob zeleni črti. Na njem je zgrajenih 133 judovskih naselbin, ki jih podpira Izrael in ki so sporne po mednarodnem pravu. V njih živi 448.672 prebivalcev (od leta 2018).
Palestinci na Zahodnem bregu se pritožujejo nad socialnimi in političnimi zapostavljanji, ki so posledica okupacije, kot je omejitev svobode gibanja in nepravična oskrba s hrano in vodo. Izrael poudarja, da Zahodnemu bregu dobavlja veliko več vode, kot je predvideno v sporazumih iz Osla.
V zadnjih letih so islamistične organizacije, kot je Hamas, našle podporo med deli palestinskega prebivalstva. Nasprotujejo po njihovem mnenju preveč zmerni politiki palestinskih oblasti in Fataha. Medtem ko je Fatah uradno končal vojaški boj proti Izraelu in se zanaša na diplomatske rešitve, Hamas in radikalne odcepljene skupine nadaljujejo oboroženi boj s terorističnimi sredstvi.

## Število žrtev od leta 1948
Študije navajajo različno število žrtev izraelsko-palestinskega konflikta. Po podatkih Stockholmskega mednarodnega inštituta za mirovne raziskave je 13.000 Izraelcev in Palestincev bilo ubitih v spopadih med 1948 in 1997.  Po drugih ocenah je med letoma 1948 in 2009 umrlo 14.500 ljudi.  
Urad Združenih narodov za usklajevanje humanitarnih zadev navaja 6.399 Palestincev in 308 Izraelcev ubitih ter 152.142 Palestincev in 6.299 Izraelcev ranjenih od januarja 2008 do avgusta 2023.